# Oppidum du Baou-Roux
L'oppidum du Baou-Roux est un ancien oppidum celto-ligure, ou plus proprement salyen, situé sur le flanc nord-ouest du massif de l'Étoile, au nord de Marseille. Occupé dès le septième siècle avant notre ère, il a été détruit en 124 av. J.-C. par les Romains. Il n'a été que très partiellement fouillé.

## Le site
Le Baou-Roux est un petit plateau de 2 hectares de superficie, bordé à l'ouest par une falaise d'une quarantaine de mètres de hauteur (un baou en provençal). Avec une altitude voisine de 300 mètres, il domine la plaine de Bouc-Bel-Air, ancienne voie de communication entre la cuvette marseillaise et la vallée de l'Arc. De son sommet les habitants pouvaient apercevoir les hauteurs sur lesquelles se trouvait l'oppidum d'Entremont, ou celles du Camp Marius de Ventabren. L'accès principal se fait par un chemin dit « carraïre arlésienne », sur le versant sud. Deux accès plus difficiles existent sur la face nord, où des marches ont été par endroit taillées dans la roche (postérieurement à l'époque salyenne).
Le plateau bénéficie d'un sol végétal permettant son exploitation agraire. Son exploitation a d'ailleurs été largement poursuivie depuis l'époque salyenne, avec une large réutilisation des blocs de pierre provenant des murailles et murs d'habitations de l'oppidum.

## Les fouilles
- Premières explorations

Le premier document faisant état de recherches archéologiques sur le Baou-Roux est une note de Benoni Blanc, datée de 1856, représentant un fragment de meule provenant « du camp retranché de Sousquières, près de Simiane ».
A la fin du XIXe siècle, la famille Tennevin, propriétaire d'une partie du plateau, commence à recueillir des objets ramassés en surface et à faire des fouilles éparses. En 1903, Félix Tennevin, trouve à 60 cm sous la surface du sol un squelette de femme qui paraissait enterré rituellement et portait huit bracelets en bronze et deux bagues en fer.
La même année, le Comte de Gérin-Ricard explore ce qu'il appelle le « castellum de la Chiera », nom qu'il tire de l'étymologie de Sousquières, ou encore « Mons rapaciosus », nom trouvé dans une charte du XIe siècle de l'abbaye Saint-Victor de Marseille.
En 1903 encore, G. Vasseur, de la Faculté des Sciences de Marseille, entreprend une campagne de fouilles, dont il publie les résultats dans les Annales de la faculté sous le titre « Note préliminaire sur l'industrie ligure en Provence ».
A la même époque, d'autres chercheurs tels Convert, Faudin, Durand, apportent leurs contributions aux travaux de Gérin-Ricard  et de Vasseur.
- Fouilles Tennevin

Dans les années 1960, Jean-Pierre Tennevin, petit-fils de Félix Tennevin, entreprend des fouilles plus méthodiques, restreintes à un secteur précis au nord-est du plateau. Sous une première couche de terre, il trouve une « table archéologique » contenant une multitude de débris d'amphores, dolia, urnes, d'époques variées, jusqu'aux Ve et VIe siècles av. J.-C., voire préhistoriques. Plus bas, il atteint une surface en terre battue, dallée par endroits, qu'il identifie comme le sol de l'époque terminale de l'occupation salyenne. Sur ce sol, il met au jour des murettes de pierre rectilignes quadrillant tout en espace, délimitant dix-huit « cases » et plusieurs « rues » : un quartier d'une véritable ville.
En 1972, J.-P. Tennevin publie le résultat de ses recherches (plans et photos des lieux fouillés, catalogue des pièces archéologiques récoltées) dans la revue des Amis d'Entremont.
- Fouilles C81

## Sources
- Jean-Pierre Tennevin, Le Baou-Roux, Oppidum celto-ligure, préface de François Salviat, les Cahiers de l'Association des Amis d'Entremont et du Pays d'Aix antique, numéro 1, 54 pages, impr. Paul Roubaud, Aix-en-Provence, novembre 1972 (sans ISBN).
- Jan Peire Tennevin, Lou Grand Baus, fiction historique en provençal, avec traduction française de l'auteur, préface de Fernand Benoit, impr. Mistral, Cavaillon, 1965 (sans ISBN).
- Fouille sur l'oppidum du Baou-Roux (1981-1996), sur le site asso-archeo-entremont.com